# Rebelo Gonçalves

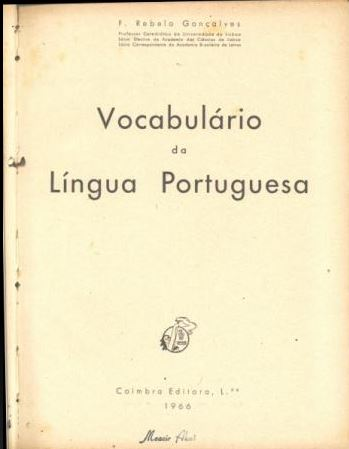
Folha de rosto do Vocabulário da Língua Portuguesa. Coimbra, 1966.

Francisco da Luz Rebelo Gonçalves (Santarém, 15 de novembro de 1907 – 23 de abril de 1982) foi um professor universitário português e um dos maiores filólogos e lexicógrafos da língua portuguesa no último século. Autor de um importante Vocabulário da Língua Portuguesa e do Tratado de Ortografia da Língua Portuguesa, suas obras resultaram numa das principais fontes que nortearam o texto final do Acordo Ortográfico da Língua Portuguesa (1990), assinado oito anos após sua morte.
Licenciado e doutor em Filologia Clássica, Rebelo Gonçalves foi professor, em Portugal, da Faculdade de Letras da Universidade de Coimbra e na Faculdade de Letras da Universidade de Lisboa, e, no Brasil, foi professor de Filologia Portuguesa e Filologia Clássica (Língua e Literaturas Grega e Latina) da Universidade de São Paulo entre 1935 e 1938, integrando o grupo de professores estrangeiros que foram convidados para nela ensinar quando da sua fundação.
Quando da sua permanência no Brasil integrou o grupo fundador da Casa de Portugal de São Paulo, de que foi o primeiro presidente.
Na Conferência Ortográfica Luso-Brasileira, que deu origem ao Acordo Ortográfico da Língua Portuguesa de 1945, foi o relator por parte da delegação portuguesa.
Publicou nos Anuários de 1934 a 1938 da FFLC (atual FFLCH) e nas revistas da FFLC de 1936 a 1937 da USP (Universidade de São Paulo) os artigos "O sonho de D. Manuel", "Camões, Humanista" e "O humanismo de Rui".
Essas correspondências nunca foram publicadas, pela dificuldade de se encontrar um editor e um acordo entre a família de Rebelo Gonçalves.
Em 1940 foi agraciado com a Ordem do Cruzeiro do Sul, mais importante comenda entregue pelo Estado brasileiro a personalidades estrangeiras.
Em 2007 foi celebrado o centenário de seu nascimento, ocasião em que muitos estudiosos lembraram de sublinhar o interesse em suas obras esgotadas e que não eram reeditadas desde os anos 1970.

## Obras
A Fundação Calouste Gulbenkian editou a sua Obra Completa, em 3 volumes. Essa edição inclui praticamente todo o seu trabalho, com exceção de suas duas principais obras de referência:
- Tratado de Ortografia da Língua Portuguesa. Coimbra, Tipografia Atlântida, 1947.
- Vocabulário da Língua Portuguesa. Coimbra, Coimbra Editora, 1966.